# Alliance Boots
Alliance Boots GmbH è un'azienda svizzera leader nella chimica, nella cosmesi e nella farmaceutica ed uno dei maggiori grossisti farmaceutici d'Europa, presente in più di 25 nazioni. Costituita nel 2006 attraverso la fusione del gruppo Boots e Alliance UniChem, si è trasformata nel 2014 in Walgreens Boots Alliance dopo l'acquisizione da parte della società americana Walgreens, quotata a Wall Street. La sede è stata trasferita dalla Svizzera negli Stati Uniti.

## Storia
All'inizio ci sono due società specializzate nel settore farmaceutico: l'inglese Boots Group Plc, fondata nel 1894, diventata la principale catena di farmacie nel Regno Unito e in Irlanda, quotata alla Borsa di Londra e l'italiana Alleanza Salute, nata nel 1985 dalla fusione di Alleanza Farmaceutica di Stefano Pessina con Di Pharma di Ornella Barra, trasformata in seguito attraverso acquisizioni europee in Alliance Santé e successivamente, nel 1997, in Alliance UniChem Group, ridenominato nel 2009 Alliance Healthcare.
Nel 2006 nasce Alliance Boots GmbH. Il business viene trasferito in Svizzera e l'anno dopo la società è acquisita per 22 miliardi di dollari con un'operazione di leveraged buyout sostenuta dal fondo americano di private equity KKR & Co. L.P. con sede a New York e dell'italiano Stefano Pessina che poi diventa amministratore delegato di Alliance Boots. Un matrimonio d'affari tra il fondo e Pessina che durerà dieci anni, sino all'estate 2017.
Alliance Boots impiega nel 2011 più di 115.500 persone ed opera attraverso più di 3.280 negozi. La divisione grossista di Alliance Boots serve oltre 160.000 farmacie, dottori, ospedali e centri sanitari attraverso più di 370 depositi. I suoi incassi superano i 23,3 miliardi di sterline.
Nel 2012 entra nella società l'americana Walgreens, quotata a Wall Street, con il 45% delle azioni e con l'opzione di acquistare il resto entro tre anni. Il 31 dicembre 2014 è costituita Walgreens Boots Alliance dopo l'acquisizione da parte di Walgreens del 55% del capitale che ancora non possedeva in Alliance Boots. Diventando la più grande azienda mondiale di prodotti per la salute e il benessere con 13.000 punti di vendita propri e 370.000 dipendenti, oltre a 35 centri di distribuzione in grado di effettuare consegne a più di 200.000 farmacie, ospedali, ambulatori. Al vertice, con il ruolo di vicepresidente esecutivo e CEO e con una quota del 7,28%, sempre Stefano Pessina.